# Laja (Cypr)
Laja (gr. Λάγεια) – wieś w Republice Cypryjskiej, w dystrykcie Larnaka. W 2011 roku liczyła 28 mieszkańców.